# Kanton Tournus
Kanton Tournus (francouzsky Canton de Tournus) je francouzský kanton v departementu Saône-et-Loire v regionu Burgundsko. Tvoří ho 14 obcí.

## Obce kantonu
- La Chapelle-sous-Brancion
- Farges-lès-Mâcon
- Lacrost
- Martailly-lès-Brancion
- Ozenay
- Plottes
- Préty
- Ratenelle
- Romenay
- Royer
- Tournus
- La Truchère
- Uchizy
- Le Villars